# Copacabanana
Copacabanana är det andra studioalbumet av den svenska artisten Sean Banan, utgivet den 24 februari 2013 på Sony Music. Det nådde som bäst andra plats på Sverigetopplistan.

## Låtlista
1. "Copacabanana" – 3:02
2. "Ta oss till Brazil" – 3:25
3. "Sean & Mamma" – 2:41
4. "Svenska Bananmaffian" – 3:02
5. "Kallsång" (med Kalle Moraeus) – 3:03
6. "Gotteland" – 3:47
7. "Min Armé" – 2:49
8. "Rösta Gult" – 3:03
9. "Buttmobil" – 3:19
10. "Cirkus Banan" – 3:04

## Listplaceringar
| Lista (2013–14)     | Högsta placering |
| ------------------- | ---------------- |
| Svenska albumlistan | 2                |